# Piercarlo Ghinzani

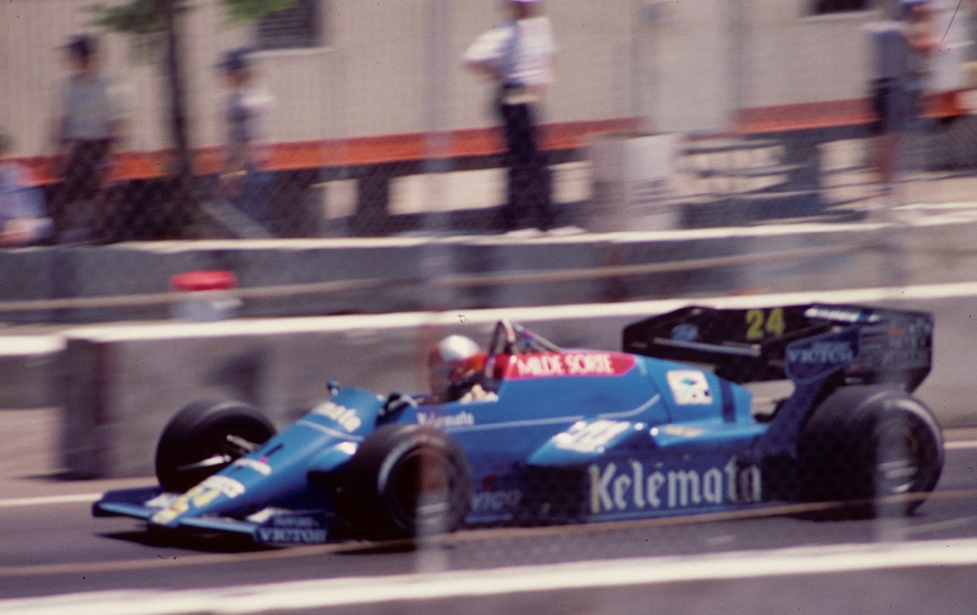
Ghinzani in actie in Dallas, 1984

Piercarlo Ghinzani (Riviera d'Adda, Lombardije, 16 januari 1952) is een voormalig Formule 1-coureur uit Italië. Hij reed in 1981 en tussen 1983 en 1989 111 Grands Prix, maar kon zich maar voor 75 wedstrijden kwalificeren. Hij reed voor de teams Osella, Toleman, Ligier en Zakspeed. Hij scoorde zijn enige punten toen hij vijfde werd in de Grand Prix Formule 1 van Dallas 1984.

## Lagere klassen
Nadat hij in 1976 al twee podiumplaatsen had behaald, werd Ghinzani in 1977 Europees Formule 3-kampioen. Hij ging in de eindstand de Zweed Anders Olofsson en de latere drievoudige wereldkampioen Formule 1 Nelson Piquet vooraf.
Een jaar later nam hij zonder veel succes deel aan het Europees Kampioenschap Formule 2.
In 1979 zette hij een stap terug en nam deel aan het Italiaans Kampioen Formule 3. Hij behaalde er de titel voor de latere Grand Prix winnaar Michele Alboreto.

## Sportwagens
Na enkele sporadische deelnames in de voorgaande jaren, nam Ghinzani vanaf 1980 in een Lancia deel aan het Wereldkampioenschap voor Sportwagens.
Naast zijn debuut in de Formule 1, weliswaar voor slechts twee Grote Prijzen, nam hij in 1981 opnieuw deel aan het Wereldkampioenschap voor Sportwagens maar nu voor het fabrieksteam van Lancia. Zijn beste resultaat, een 4e plaats in de 1000 km van de Nürburgring, behaalde hij wel niet in een Lancia van het fabrieksteam maar wel van het Duitse team GS Tuning.
In 1982 won hij voor Lancia de 1000 km van Mugello, maar moest in alle andere wedstrijden de strijd staken.
In 1983 combineerde hij, zonder veel succes, het sportwagens racen voor Lancia nog met zijn Formule 1-werk.
In 1986 en 1987 keerde hij nog enkele keren terug naar het sportwagen racen.
Tussen 1980 en 1983 nam hij in een Lancia vier opeenvolgende keren deel aan de 24 uur van Le Mans, maar slaagde er geen enkele keer in de finish te halen.

## Formule 1
In 1981 mocht hij voor de Grand Prix van België bij Osella de Argentijn Miguel Ángel Guerra vervangen, die tijdens de vorige Grand Prix op het circuit van Imola gewond was geraakt . Ghinzani kwalificeerde zich op de 24e en laatste plaats en eindigde op de 13e en laatste plaats in een wedstrijd die werd ontsierd door een tragisch ongeluk waarbij een mecanicien tijdens de start werd aangereden door de wagen van de Italiaan Siegfried Stohr.
Twee weken later kon Ghinzani zich in Monaco niet kwalificeren en werd op zijn beurt bij Osella bedankt voor bewezen diensten.
Maar Enzo Osella, de oprichter van het gelijknamige Formule 1-team, vergat de jonge Italiaan niet en besloot hem in 1983 een nieuwe kans te geven. Bijna twee jaar na zijn vorige Grand Prix, ging hij opnieuw aan de slag in de Formule 1. Pas in de zevende Grand Prix van het seizoen in Detroit kon hij zich eindelijk kwalificeren. Van de zeven Grote Prijzen kan hij zich maar zeven keer kwalificeren en bereikte alleen in Oostenrijk de finish.
Ook in 1984 reed hij voor Osella. In de warm-up van de Grand Prix van Zuid-Afrika kreeg hij een ernstig ongeluk. Zijn wagen vloog in brand en dankzij de moed van een dappere baancommissaris kwam hij er ‘slechts’ vanaf met brandwonden op zijn aangezicht en handen nadat hij zijn handschoenen had uitgedaan om zijn veiligheidsgordel los te maken.  Drie weken later was hij echter al terug van de partij bij de volgende Grand Prix in België en later in het seizoen scoorde hij zijn eerste en enige punten in de Grand Prix van Dallas.
In 1985 verliet hij na de Grand Prix van Groot-Brittannië het Osella-team om voor Toleman gaan te rijden. Hij haalde geen enkele keer de finish.
Een jaar later reed hij opnieuw voor Osella, maar haalde alleen in Oostenrijk de finish. In Groot-Brittannië was hij betrokken bij de massacrash bij de start die het einde betekende voor de carrière van Jacques Laffite.
In 1987 reed hij voor Ligier, dat toen in een diep dal zat. Hij scoorde geen punten, maar zijn ervaren teamgenoot en zevenvoudig Grand Prix-winnaar René Arnoux deed het nauwelijks beter met één puntje.
In 1988 reed hij voor het bescheiden Duitse Zakspeed en een jaar later beëindigde hij zijn Formule 1-carrière waar hij ze begon: bij Osella.
De enige constante in zijn Formule 1-carrière was dat hij altijd voor niet-competitieve teams reed. Hij verklaarde ooit dat het ‘Beter om achteraan in de Formule 1 te rijden dan helemaal niet’. (‘Better to be at the back of Formula 1 than not to be in Formula 1 at all’).
Ghinzani kon zich in zijn carrière op 111 deelnames 31 keer niet kwalificeren. Alleen Gabriele Tarquini, Bertrand Gachot en Roberto Moreno kwalificeerden ooit slechter. 